# پنویل
پنویل (به لاتین: Penville) یک روستا در دومینیکا است که در پریش سنت اندرو واقع شده‌است.

## خصوصیات
پنویل ۵۲۴ نفر جمعیت دارد.